# Natation aux Jeux olympiques de 1920
Navigation
Les épreuves de natation lors des Jeux olympiques de 1920 à Anvers ont lieu du 20 août au 29 août 1920.
Elles se déroulent dans une eau dont la température va de 12° à 16° dans un bassin de 100 mètres de long installé dans les douves des fortifications de la ville. La domination des nageurs américains est quasi totale, chez les hommes comme chez les femmes,. En fait, à l'image du reste des Jeux, les pays neutres (ou quasiment), USA, Suède et Finlande, dominent les compétitions.

## Épreuves
Le programme est quasiment le même que lors des Jeux précédents. Pour les hommes : en nage libre : 100, 400 et 1 500 mètres et un relais 4 × 200 mètres ; en dos : 100 mètres ; en brasse 200 et 400 mètres. Pour les femmes, uniquement en nage libre : un 100 mètres individuel et un relais 4 × 100 mètres comme à Stockholm auxquels est ajouté un 300 mètres, testé hors compétition lors de l'édition précédente et devenu épreuve olympique.
Un incident de course perturbe la finale du 100 mètres nage libre hommes. Le vainqueur américain Duke Kahanamoku établit un nouveau record du monde en 1 min 0 s 4. Mais, le nageur australien William Herald, arrivé quatrième, pose une réclamation contre le nageur américain Norman Ross considérant qu'il l'avait gêné. Il n'y a pas encore alors de lignes d'eau dans les bassins. Le jury lui donne raison et disqualifie Ross. Mais, comme le veut le règlement, la finale est à nouveau nagée. Herald termine à nouveau quatrième mais lors de la seconde finale, Kahanamoku ne bat pas son propre record du monde.

## Tableau des médailles
| Rang  | Pays            | Médaille d'or | Médaille d'argent | Médaille de bronze | Total |
| 1     | États-Unis      | 8             | 5                 | 3                  | 16    |
| 2     | Suède           | 2             | 2                 | 1                  | 5     |
| 3     | Australie       | 0             | 1                 | 1                  | 2     |
| 3     | Canada          | 0             | 1                 | 1                  | 2     |
| 3     | Grande-Bretagne | 0             | 1                 | 1                  | 2     |
| 6     | Finlande        | 0             | 0                 | 2                  | 2     |
| 7     | Belgique        | 0             | 0                 | 1                  | 1     |
| Total | Total           | 10            | 10                | 10                 | 30    |

## Podiums

### Hommes
| Épreuves             | Or                                                                                           | Argent                                                                          | Bronze                                                                               |
| Nage libre           |                                                                                              |                                                                                 |                                                                                      |
| 100 m                | Duke Kahanamoku États-Unis 1 min 1 s 4                                                       | Pua Kealoha États-Unis 1 min 2 s 6                                              | William Harris États-Unis 1 min 3 s                                                  |
| 400 m                | Norman Ross États-Unis 5 min 26 s 8                                                          | Ludy Langer États-Unis 5 min 29 s                                               | George Vernot Canada 5 min 29 s 6                                                    |
| 1 500 m              | Norman Ross États-Unis 22 min 23 s 2                                                         | George Vernot Canada 22 min 36 s 4                                              | Frank Beaurepaire Australie 23 min 4 s                                               |
| Dos                  |                                                                                              |                                                                                 |                                                                                      |
| 100 m                | Warren Kealoha États-Unis 1 min 15 s 2                                                       | Ray Kegeris États-Unis 1 min 16 s 8                                             | Gérard Blitz Belgique 1 min 19 s                                                     |
| Brasse               |                                                                                              |                                                                                 |                                                                                      |
| 200 m                | Håkan Malmrot Suède 3 min 4 s 4                                                              | Thor Henning Suède 3 min 9 s 2                                                  | Arvo Aaltonen Finlande 3 min 12 s 2                                                  |
| 400 m                | Håkan Malmrot Suède 6 min 31 s 8                                                             | Thor Henning Suède 6 min 45 s 2                                                 | Arvo Aaltonen Finlande 6 min 48 s                                                    |
| Relais               |                                                                                              |                                                                                 |                                                                                      |
| 4 × 200 m nage libre | États-Unis Duke Kahanamoku Pua Kealoha Perry McGillivray Norman Ross 10 min 4 s 4 (RM et RO) | Australie Frank Beaurepaire Harry Hay William Herald Ivan Stedman 10 min 25 s 4 | Grande-Bretagne Harold Annison Edward Peter Leslie Savage Henry Taylor 10 min 37 s 2 |

### Femmes
| Épreuves             | Or                                                                                                   | Argent                                                                                      | Bronze                                                              |
| Nage libre           | |                                                                                             |                                                                     |
| 100 m                | Ethelda Bleibtrey États-Unis 1 min 13 s 6 (RM et RO)                                                 | Irene Guest États-Unis 1 min 17 s                                                           | Frances Schroth États-Unis 1 min 17 s 2                             |
| 300 m                | Ethelda Bleibtrey États-Unis 4 min 34 s (RM et RO)                                                   | Margaret Woodbridge États-Unis 4 min 42 s 4                                                 | Frances Schroth États-Unis 4 min 52 s                               |
| Relais               | |                                                                                             |                                                                     |
| 4 × 100 m nage libre | États-Unis Ethelda Bleibtrey Irene Guest Frances Schroth Margaret Woodbridge 5 min 11 s 6 (RM et RO) | Grande-Bretagne Hilda James Constance Jeans Grace McKenzie Charlotte Radcliffe 5 min 40 s 8 | Suède Aina Berg Jane Gylling Emy Machnow Carin Nilsson 5 min 43 s 6 |